# Prolom oblaka
Prolom oblaka je ekstremna količina oborina u kratkom vremenskom razdoblju, ponekad popraćena tučom i grmljavinom, koja je sposobna stvoriti poplavne uvjete. Provali oblaka mogu brzo izbaciti velike količine vode, npr. 25 mm oborina odgovara 25.000 metričkih tona po kvadratnom kilometru. Međutim, prolomi oblaka su rijetki jer se javljaju samo orografskim podizanjem ili povremeno kad se topli zrak pomiješa s hladnijim zrakom, što rezultira iznenadnom kondenzacijom. Pojam "prolom oblaka" proizašao je iz ideje da su oblaci slični vodenim balonima i da mogu pucati, što rezultira brzim oborinama. Iako je u međuvremenu ova ideja opovrgnuta, taj izraz ostaje u uporabi.

## Svojstva
Stopa kiše jednaka ili veća od 100 millimetara po satu je prolom oblaka. Međutim, koriste se različite definicije, npr. Švedska vremenska služba SMHI definira odgovarajući švedski pojam "skyfall" kao 1 mm u minuti za kratke prolome i 50 mm na sat za duže kišna razdoblja. Povezani konvektivni oblak može se protezati do visine od 15 kilometara iznad zemlje.
Tijekom proloma oblaka, više od 20 millimetara kiše može pasti za nekoliko minuta. Rezultati izbijanja oblaka mogu biti katastrofalni. Prolomi oblaka također su odgovorni za stvaranje poplava.
Brze oborine iz kumulonimbusa moguće su zbog Langmuirovog procesa oborina u kojem velike kapljice mogu brzo rasti koagulacijom s manjim kapljicama koje polako padaju. Nije bitno da se provala oblaka dogodi samo kada se oblak sukobi s čvrstim tijelom poput planine, oni se mogu dogoditi i kada se vruća vodena para pomiješa s hladnoćom što rezultira iznenadnom kondenzacijom.